# Plemiannikowo (obwód wołogodzki)
Plemiannikowo (ros. Племянниково) – wieś w Rosji, w rejonie mieżdurieczeńskim obwodu wołogodzkiego. W 2002 r. liczyła 2 mieszkańców, a w 2010 r. była niezamieszkana.